# Fichier des auteurs d'infractions sexuelles
Pour un article plus général, voir Délinquant sexuel.
Un fichier des auteurs d'infractions sexuelles (ou registre des délinquants sexuels) est un dispositif présent dans divers pays pour permettre aux autorités de conserver des données sur les activités des auteurs d'infractions sexuelles, y compris ceux qui ont purgé leurs peines de prison. 
Dans certaines juridictions, l'inscription dans le fichier s'accompagne de l'obligation de prévenir les autorités en cas de changement de domicile. Dans de nombreux États, les délinquants sexuels enregistrés sont soumis à des restrictions supplémentaires, y compris sur le lieu choisi pour leur domicile. Les personnes en libération conditionnelle ou avec mise à l'épreuve doivent remplir des obligations qui ne concernent pas les autres catégories de délinquants. Ces restrictions peuvent porter sur la mise en présence avec des personnes mineures, la domiciliation à proximité d'une école ou d'une garderie, la possession de jouets ou d'autres articles pour enfants ou sur l'utilisation d'Internet. Certains délinquants n'ont pas la permission de s'inscrire sur Facebook ou d'autres réseaux sociaux, ni de les consulter. Les fichiers recensant les délinquants sexuels existent dans plusieurs pays anglophones, comme l'Australie, le Canada, la Nouvelle-Zélande, les États-Unis... Mais seuls les États-Unis permettent au grand public de consulter la liste des délinquants sexuels ; dans d'autres pays, la liste n'est accessible qu'aux organismes chargés de l'application des lois.
En France, la police recense les auteurs d'infractions sexuelles dans le Fichier judiciaire automatisé des auteurs d'infractions sexuelles ou violentes. Au Canada, le nom du système est le Registre national des délinquants sexuels.

## Description
Certains systèmes juridiques imposent l'inscription dans le fichier quand une personne est condamnée (ou, selon les cas, déclarée délinquante juvénile, non responsable pour des raisons de troubles mentaux ou présentant une responsabilité diminuée) d'un crime ou d'un délit assorti d'une inscription obligatoire. 
Certains aspects des fichiers des auteurs d'infractions sexuelles aux États-Unis (en) nourrissent d'importantes critiques de la part des ONG de défense des droits civils Human Rights Watch, et Union américaine pour les libertés civiles, des associations professionnelles Association for the Treatment of Sexual Abusers (en), et de la National Association of Criminal Defense Lawyers (en) ainsi que d'autres groupes ou personnalités, comme Patty Wetterling, présidente du National Center for Missing & Exploited Children. Il n'existe pratiquement aucune enquête démontrant l'utilité de ces fichiers aux États-Unis ; aussi, certains chercheurs les décrivent comme dépourvus d'intérêt, voire contre-productifs, en soutenant qu'ils majorent le taux de récidive.